# Реган Реворд
Реган Реворд (англ. Raegan Revord; нар. 3 січня 2008) — американська актриса. З 2017 по 2024 роки грала роль Міссі Купер в телевізійному ситкомі «Юний Шелдон».

## Життя
Народилася 3 січня 2008 року в Сан-Дієго, Каліфорнія, США. Пізніше, вона разом із родиною переїхала до Лос-Анджелеса. Її акторський дебют відбувся в короткометражному фільмі «Черепаха» 2015 року.  У вільний час Реган виступає як юніор-посол для дитячої лікарні в Лос-Анджелесі в рамках благодійності.

## Фільмографія
| Рік        | Назва             |
| ---------- | ----------------- |
| 2015       | Черепаха          |
| 2015       | З Бобом і Девідом |
| 2015       | Цзя               |
| 2014, 2016 | Сучасна сім'я     |
| 2016       | Грейс і Френкі    |
| 2017       | Вчителі           |
| 2017       | Я бачу тебе       |
| 2017       | Бажання           |
| 2017       | Бродяга           |
| 2017–2024  | Юний Шелдон       |
| 2019       | Алекса та Кеті    |